# Davallia stenocarpa
Davallia stenocarpa là một loài dương xỉ trong họ Davalliaceae. Loài này được Klotzsch mô tả khoa học đầu tiên năm 1855.
Danh pháp khoa học của loài này chưa được làm sáng tỏ. 